# Enårig rapgræs
Enårig rapgræs (Poa annua) er et 3-30 cm højt græs, der i Danmark vokser næsten overalt på åben jord. Planten er afhængig af rigeligt kvælstof. Den er derfor et fingerpeg om næringsrig jord. Dette og evnen til at danne modent frø hele året har gjort arten til et velkendt og besværligt ukrudt.

## Beskrivelse
Enårig rapgræs er en tuedannende, urteagtig plante. Stænglerne er korte og opstigende. Bladene er bølgede på tværs med en tydelig fure langs midten og en bådformet spids. Over- og undersider er ensartet lysegrønne.
De blomsterbærende skud er forsynet med nogle få, korte blade, og slutter med en top af fladtrykte småaks. Under blomstringen ses støvdragerne hænge ud af aksene. Planten kan blomstre og modne frø i alle frostfrie perioder af året.
Rodnettet er kraftigt med et tæt filt af trævlerødder. Nedliggende skud kan slå rod og kommer til at fungere som udløbere.
Højde x bredde og årlig tilvækst: 0,20 x 0,20 (20 x 20 cm/år).

## Voksested
Arten er vildtvoksende eller naturaliseret over det meste af kloden. Her i landet træffes den som pionerplante på udyrkede arealer eller som ukrudt i marker og haver, hvor den optræder sammen med bl.a. alm. brandbæger, alm. fuglegræs, hyrdetaske, glat vejbred, liden nælde, sort natskygge og vejpileurt.
| Portal | Portal:Botanik |